# Berber oroszlán

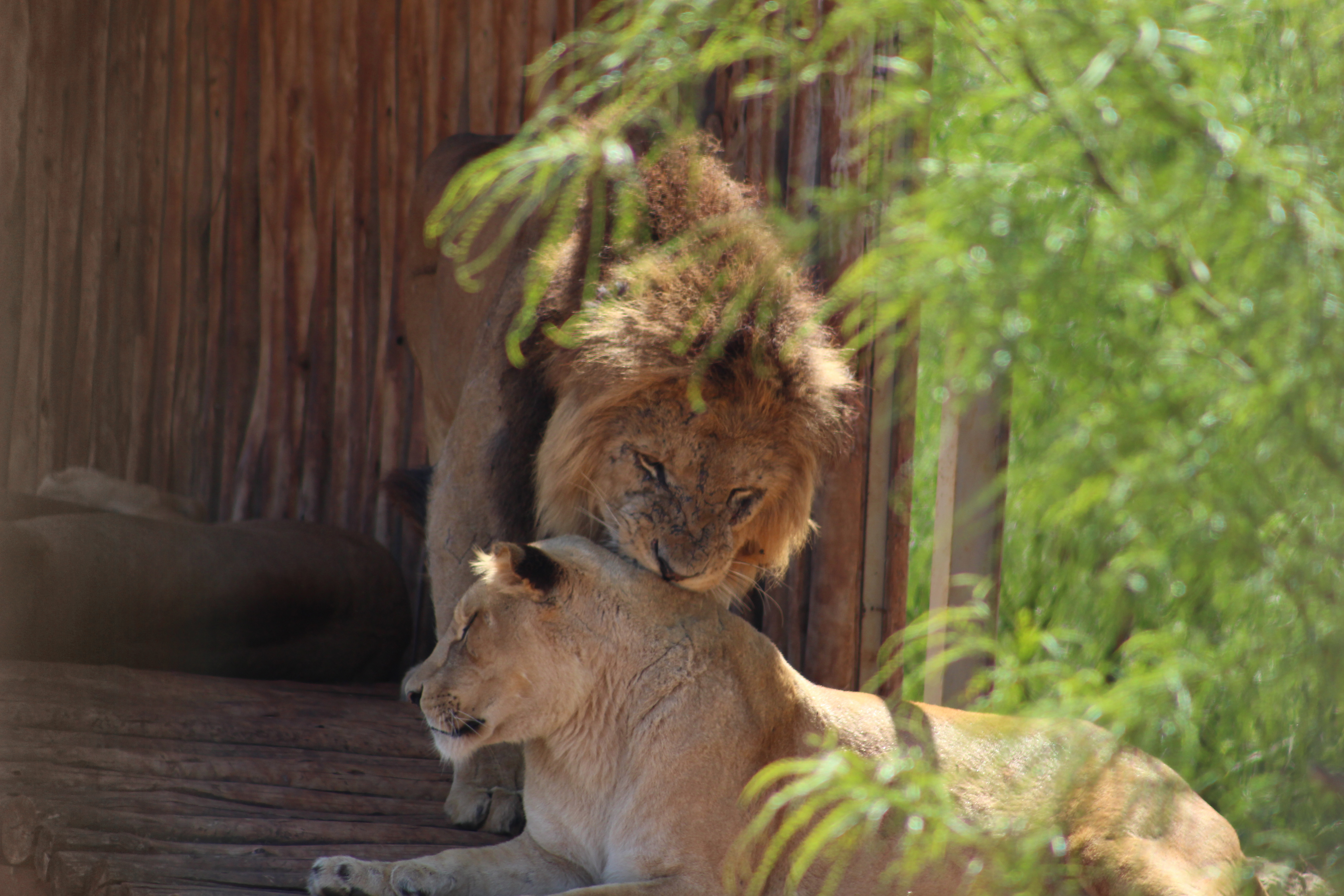
Lehetséges berber oroszlánpár a marokkói rabati állatkertben

A berber oroszlán (Panthera leo leo), más néven atlasz- vagy núbiai oroszlán, az oroszlánok alfaja. A vadonból kihalt és fogságban is kihaltnak hitték egészen addig, amíg az utóbbi három évtizedben szétszórtan találtak egyedeket cirkuszi populációkban, bár vitatott, hogy egyáltalán léteznek-e még tisztán berber oroszlánok.
A berber oroszlán hivatalos előfordulási helye Észak-Afrikában az Atlasz-hegységben és a Marokkótól Egyiptomig terjedő területen található. Az utolsó ismert berber oroszlánt a vadonban, az Atlasz-hegységben lőtték ki 1922-ben.
A legtöbb afrikai oroszlántól eltérően a berber oroszlán hegyi ragadozó volt, mely az erdőségeket kedvelte. A két másik, Atlasz-hegységben előforduló ragadozó, a berber leopárd és az atlasz-medve, mára, ismert egyedek nélkül szintén kihalt a vadonból. Több tucat fogságban élő egyedről vélik, hogy berber oroszlán: a Port Lympyne vadasparkban található tizenkét egyed  a marokkói király állataitól származik. Emellett, 11, az Addisz-Abeba-i Állatkertben található egyedet tartanak berber oroszlánnak, melyek Hailé Szelasszié császár állataitól származnak.
A berber oroszlánokat leginkább a hím vastag fekete sörénye teszi jellegzetessé, mely a hastájéktól a lágyékig ér. Ez a tulajdonság viszont olyan fogságban élő oroszlánoknál is viszonylag gyakran megjelenik, amiket az Atlasz-hegységhez hasonló vagy hidegebb éghajlatokon tartanak fogságban, ezért ránézésre nem lehet megállítani, hogy berber oroszlánról van-e szó, bár más tulajdonságok, például az átlag oroszlánhoz képest szélesebb, laposabb fej és a testhez viszonyított rövidebb lábak nagyobb valószínűséggel fordulnak elő olyan oroszlánoknál, amik legalább részben berber oroszlánok.
A Disney Az oroszlánkirály című rajzfilm gonosztevőjének, Zordonnak a karaktere a berber oroszlán mintájára készült.

## Szaporodás
A hím és a nőstény csak a szaporodási időszakban állt össze, mely valószínűleg januárban volt. A síkság oroszlánjainál nincs meghatározott szaporodási időszak, kölykök egész évben születnek. (Ez az információ fogságban élő egyedeken alapul.) 
A vemhességi időszak körülbelül 110 nap, mely után 1-6 kölyök születik, de általában 3-4. A kölykök általában erősen pettyesek, nagyon sötét rozettákkal. Súlyuk születéskor kb. 7,5 kg. Naponta átlagosan 8–9 cm-t nőnek, szemük körülbelül a hatodik napon nyílik ki. 13 napos korukban kezdenek járni.
A nőstények 2 éves koruk körül lesznek ivarérettek, de általában 3-4 éves korukig nem vemhesülnek. A hímek először 24-30 hónapos korukban mutatnak érdeklődést a nőstények iránt, de 3 éves koruk előtt nem nemzenek kölyköket, ami a legáltalánosabban 4 éves korra tehető.

## Táplálkozás
Az atlasz-hegységbeli ragadozók fő, természetes zsákmánya a berber szarvas és a gazella volt. Más különösen kedvelt és könnyű célpontot nyújtó zsákmányuk volt az arab tehén- és birkacsorda és néha egy-két lovat is elejtettek. A zsákmányejtő módszert soha nem jegyezték le, de valószínűleg hasonló fojtó módszert használtak, mint ahogy a mai nagymacskák teszik.

## Szociális élet
Mivel a táplálék nem volt bőséges, ezek az oroszlánok a többi macskaféléhez hasonlóan magányosan, vagy esetenként párokban éltek. A nőstények ivarérett korukig – körülbelül két év – a fiatalokkal maradtak, majd leválasztották őket. Afrikában és Ázsiában csak a hímeket űzik el a családtól, a nőstények életük végéig a falkában maradnak.

## A Berber Oroszlán Projekt
Az előbbi állatkerti berber oroszlán populáció az egyetlen esély, hogy Észak-Afrika vadonjaiban újra láthassuk őket. 
A berber oroszlán tudományának kutatására fordított éveket követően és túlélő példányokról szóló történetek alapján a WildLink International az Oxfordi Egyetemmel összefogva elindította nagyratörő Nemzetközi Berber Oroszlán Projektjét. A legújabb DNS eljárásokat használják a berber oroszlán DNS-ének azonosítására. A WildLink International csontmintákat szerzett az európai, így a brüsszeli, párizsi, torinói és egyéb múzeumokban lévő berber oroszlán maradványokból. Ezeket a mintákat eljuttatja az Oxfordi Egyetemre, ahol egy tudóscsoport kivonja a DNS láncot, hogy különálló alfajként azonosíthassa a berber oroszlánt. 
Habár a berber oroszlán hivatalosan kihalt, a WildLink International azonosított egy maroknyi, világszerte fogságban élő oroszlánt, melyek az eredeti berber oroszlántól származnak, így a királyi oroszlánok a Temara Állatkertben, Rabatban, Marokkóban. Ezen leszármazottak DNS-ét ismét tesztelni fogják és a hibridizáció foka (a kereszteződés) ezután meghatározható lesz. A legjobb jelölteket ezután bevonják egy szaporító programba, mellyel „visszaszaporítják” a berber oroszlánt. A projekt végső fázisa az oroszlánok visszaengedése a marokkói Atlasz-hegységben lévő nemzeti parkba.
A WildLink International ennél többet még nem ért el, és weboldaluk a mai napig nem működik. Mindenki a sötétben tapogatózik, hogy mi történhetett a WildLink International-lel. A WildLink International és az Oxfordi Egyetem azt a megállapodást kötötte, hogy a WildLink International adja a pénzt a projekthez és hogy az egyetem végzi a kutatást. A WildLink International eltűnése óta nem adtak pénzt sem.
Dr. Nobuyuki Yamaguchi, az Oxfordi Egyetem egyik tudósa saját fizetését használja fel arra, hogy addig folytassák a berber oroszlán és genetikájának kutatását, ameddig csak lehet. A projekt jelenleg határozatlan ideig működik, amíg a pénzkészlet tart.

## Ázsiai rokonság
1968-ban, a berber, a  fokföldi, az ázsiai és más afrikai oroszlánok koponyáján végzett vizsgálat kimutatta, hogy ugyanazok a koponyajellemzők – a nagyon keskeny szemüreg fölötti sáv – láthatók a berber és az ázsiai oroszlán koponyáján. Ez azt mutatja, hogy valószínűleg közeli rokoni kapcsolat van az Afrika legészakibb részén és az Ázsiában élő oroszlánok között, sőt, egyes tudósok szerint ugyan arról az alfajról van szó, aminek egy része ázsiába vándorolt, vagyis csak ránézésre van különség a kettő között, genetikailag nem. Az is valószínűsíthető, hogy a dél-európai oroszlán, mely Kr. u. 80–100 tájékán kihalt, alkothatta az összekötő kapcsot az északi-afrikai és az ázsiai oroszlánok között. Valószínűleg a berber oroszlánok is ugyanazzal a hasvonallal rendelkeztek (az egészet a sörény rejti), mellyel napjainkban az ázsiai oroszlánok.